# Donald Maclean (predikant)

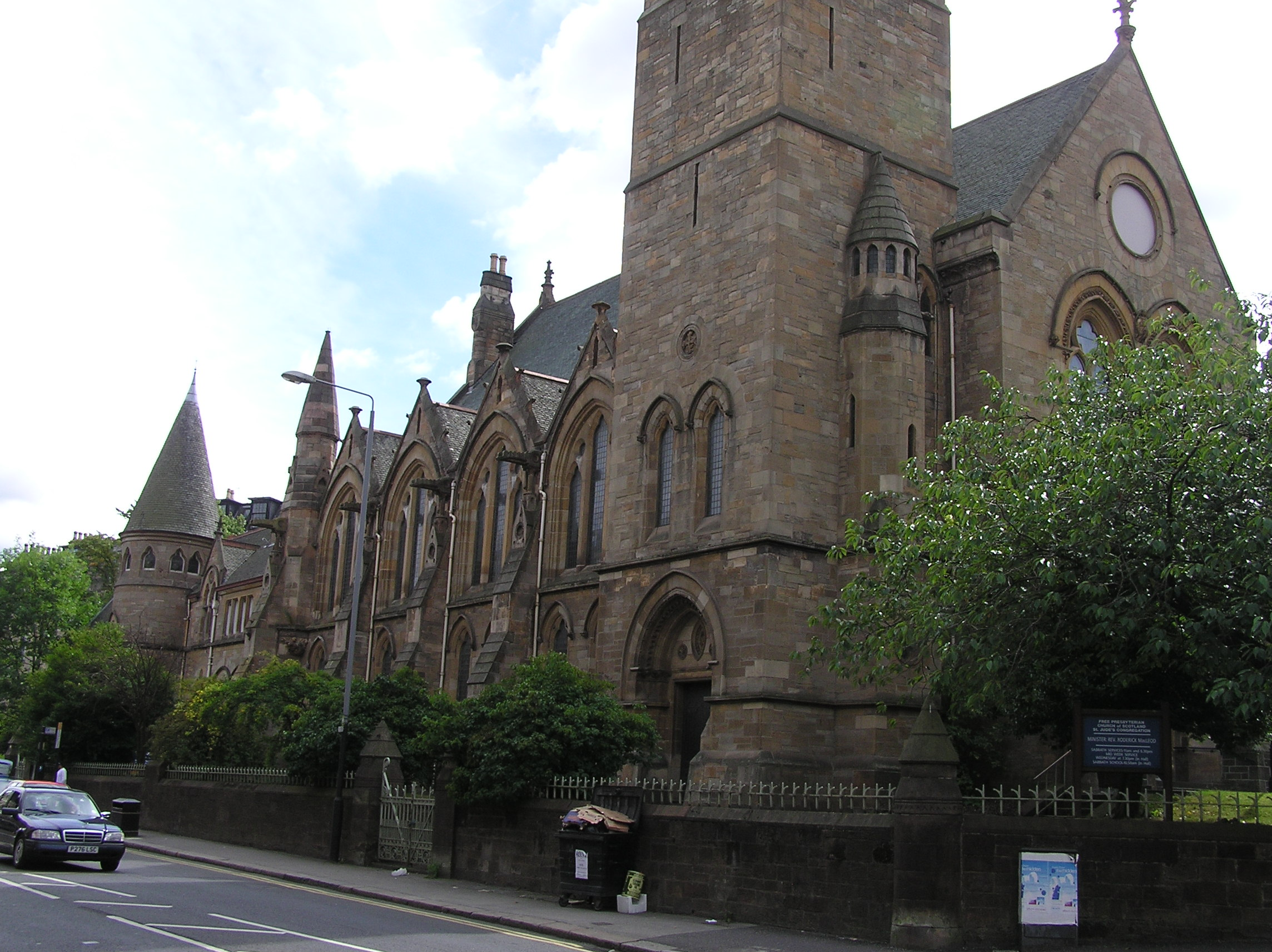
Van 1960-2000 stond Maclean in de St. Jude's Church in Glasgow

Donald Maclean (Glasgow, juni 1915 - Inverness, 13 augustus 2010) was een Schots predikant en voorman van de Free Presbyterian Church of Scotland. Maclean was een man van grote statuur in het kerkgenootschap, mede door zijn zeer lange staat van dienst.

## Biografie
Maclean werd geboren in Glasgow, waar toentertijd nog een grote gemeente was van meer dan 1000 leden. Naar eigen zeggen kwam hij op 19-jarige leeftijd tot bekering en is op 30 december 1948 bevestigd als predikant in Portree op het eiland Skye. Deze kleine gemeente leefde na zijn komst geheel op, zelfs gebedsdiensten door de week trokken meer dan 100 mensen. Vanaf 14 juni 1960 diende hij de gemeente in Glasgow, waar hij 40 jaar voorging in de St Jude's Church. Later was hij betrokken bij de opleiding van nieuwe predikanten van de Free Presbyterian Church in Schotland. Hij was twee keer voorzitter van de synode en een aantal jaren secretaris.
In 2000 ging ds. MacLean met emeritaat, maar hij bleef preken, tot op 95-jarige leeftijd. Ds. MacLean bezocht regelmatig Nederland, hij sprak verschillende keren op de Mbuma-zendingsdagen.
Maclean verdedigde als voorzitter van de synode in 1989 tegenover onder meer de pers het besluit om James Mackay te schorsen als kerklid. Tijdens deze periode ontstaat een scheuring in de kerk en splitst de Associated Presbyterian Churches zich af. De affaire komt hem op veel kritiek te staan. Maclean omschrijft dit zelf als een zeer moeilijke periode.
Hij was getrouwd met Grace MacQueen die overleed in 2008, samen kregen ze vier kinderen.